# Клифтън Уилямс
Клифтън Къртис Уилямс (на английски: Clifton Curtis 'C.C.' Williams) е роден на 26 септември 1932 г. в Мобил, Алабама. Майор от въздушните сили на USMC. Загинал на 35-годишна възраст при тренировъчен полет със самолет Т – 38 на 5 октомври 1967 г. в небето над Талахаси, Флорида.

## Биография

### Образование
Клифтън Уилямс завършва колежа „Мърфи“ в Мобил, Алабама. През 1954 г. се дипломира като бакалавър по електроинженерство в Университета Обърн, Алабама.

### Военна кариера
На 9 август 1954 г. постъпва на служба в USMC. Произведен в чин лейтенант започва обучение за флотски тест пилот. Лети основно на изтребители А-4 Скайхок и F-8 Крусейдър (три варианта). Основна негова заслуга е тестването на експериментална система за автоматично кацане (на английски: automatic carrier landing system) на самолет А-4. По-късно системата е усъвършенствана и става стандартна за всички модерни самолети на USN и USMC. В кариерата си има нальот от 2500 полетни часа, от тях 2100 часа на реактивни машини. Член на Асоциацията на експерименталните тест пилоти.

### Личен живот
К. Уилямс се жени за Джейн Ланш на 1 юли 1964 г. в Северна Каролина. От брака им се раждат две дъщери: Кетрин Ан, родена на 6 януари 1967 г., и Джейн Дий, която се ражда осем месеца след смъртта на баща си, на 31 май 1968 г.

## Служба в НАСА
Избран за астронавт от НАСА на 17 октомври 1963 г., Астронавтска група №3. Включен е като пилот в състава на дублиращия екипаж на Джемини 10 (юли 1966 г.). По време на подготовката за този полет демонстрира завидни умения и високи морално – волеви качества и е избран от Чарлс Конрад за пилот на лунния модул на командваните от него мисии: в дублиращия екипаж на Аполо 9 и в основния на Аполо 12. След смъртта му е заменен в екипажа на Конрад от Алън Бийн (командир на дублиращия екипаж на Джемини 10). Този екипаж (Конрад, Гордън и Бийн) осъществява полет с Аполо 12 (второ кацане на Луната). В неговата емблема символично са поставени четири звезди – по една за всеки един от тримата астронавти и една за техния загинал колега и приятел майор Клифтън Уйлямс.

## Последна почит
Майор Клифтън Уилямс е погребан в Националното военно гробище Арлингтън.